# Araneus principis
Araneus principis este o specie de păianjeni din genul Araneus, familia Araneidae, descrisă de Simon, 1907.
Este endemică în Principe. Conform Catalogue of Life specia Araneus principis nu are subspecii cunoscute.